# Den Eneste Ene (musical)
 Denne artikel omhandler en musicial. Opslagsordet har også en anden betydning, se Den eneste ene.
Den Eneste Ene er en musical bygget over Susanne Biers spillefilm Den eneste ene fra 1999.
Musicalen havde premiere i Forum i København 2005 og solgte mere end 125.000 billetter i premiereåret. Niels Olsen spillede rollen som Niller, ligesom han gjorde det i den oprindelige film. De andre roller blev besat af andre skuespillere. Forestillingen vandt Årets Reumert for Bedste Musikforestilling i 2006. Musicalen blev senere flyttet til Forum Horsens. I maj 2012 havde den re-premiere i Glassalen i Tivoli.
I oktober 2015 havde den premiere i Jysk Musikteater i en opsætning med Musical Silkeborg.

## Opførsler

### Medvirkende Forum 2005
| Skuespiller    | Rolle  |
| -------------- | ------ |
| Louise Mieritz | Sus    |
| Niels Olsen    | Niller |
| Lars Bom       | Sonny  |
| Therese Glahn  | Stella |

### Medvirkende Odense Teater 2011
| Skuespiller           | Rolle     |
| --------------------- | --------- |
| Trine Pallesen        | Sus       |
| Peder Dahlgaard       | Niller    |
| Mette Maria Ahrenkiel | Mulle     |
| Anders G. Koch        | Knud      |
| Malene Melsen         | Stella    |
| Michael Grønnemose    | Sonny Boy |

### Medvirkende 2012
| Skuespiller                                         | Rolle                          |
| --------------------------------------------------- | ------------------------------ |
| Nicolaj Kopernikus                                  | Niller                         |
| Mia Lyhne / Kaya Brüel1                             | Sus                            |
| Linda P                                             | Mulle                          |
| Christiane Schaumburg-Müller / Sofie Lassen-Kahlke2 | Stella                         |
| Robert Hansen                                       | Knud                           |
| Jimmy Colding                                       | Sonny Boy                      |
| Xenia Lach-Nielsen                                  | Lizzie                         |
| Kuku Agami                                          | Adoptionsrådgiveren & Præsten  |
| Hawa Jalloh / Sarah Riboe                           | Mgala                          |
| Henrik Launbjerg                                    | Læge & ekspedient              |
| Rikke Hvidbjerg                                     | elskerinden & elev             |
| Line Krogholm                                       | sygeplejerske & fertilietslæge |
| Julie Lund & Jef Scherlund                          | Swing                          |

1.↑ Kaya Brüel spillede alle lørdage kl. 15:00, samt alle forestillinger i juli og alle forestillingerne i Aarhus.
2.↑ Christiane Schaumburg-Müller spillede tirsdage, lørdage og søndage i Aarhus, da hun også deltog i Vild med dans. Øvrige dage spillede Sofie Lassen-Kahlke.
- Premiere 23. maj 2012 i Glassalen i Tivoli
- Premiere 11. oktober 2012 i Musikhuset Aarhus - frem til 28. oktober 2012.

### Medvirkende Musical Silkeborg 2015
| Skuespiller                                    | Rolle  |
| ---------------------------------------------- | ------ |
| Vicki Berlin                                   | Sus    |
| Henrik Launbjerg                               | Niller |
| Tatianna Mugisha Idehen / Mille Akitu Grundvad | Mgala  |
| Jacob Prüser                                   | Sonny  |
| Louise Rømhild                                 | Lizzie |
| Anne-Sophie Jansfort                           | Stella |
| Daniel Høi-Nielsen                             | Knud   |
| Carina Hartmann Olsen                          | Mulle  |

- Premiere 17. oktober 2015 [2]